# Мюонный коллайдер
Мюонный коллайдер — класс проектов установок со встречными пучками мюонов (μ+μ−) высокой энергии. Эксперименты на мюонных коллайдерах были предложены впервые в начале 1970-х годов А. Н. Скринским и D. Neuffer.
К настоящему времени эксперименты по физике элементарных частиц на встречных пучках используют электрон-позитронные столкновения, или протон-протонные, протон-антипротонные. (Столкновения пучков ионов применялись на коллайдерах ISR, RHIC, LHC в основном для изучения структуры ядер.) e+e− столкновения являются очень "чистыми", поскольку электроны не имеют внутренней структуры, являются фундаментальными частицами. Однако получение сверхвысоких энергий ограниченно огромными потерями на синхротронное излучение в циклических ускорителях, потери возрастают пропорционально γ4. Мюоны обладают такими же свойствами как электроны, но тяжелее в 207 раз, что снимает проблему потерь на излучение.
Основное препятствие в использовании мюонов — их малое время жизни, 2 мкс в собственной системе отсчёта. Время жизни можно значительно увеличить, если быстро ускорить частицы до ультрарелятивистских энергий. Принципиальная схема ускорительного комплекса включает в себя:
1. ускоритель интенсивного пучка протонов с высокой частотой повторений;
2. мишень из вещества с тяжёлым ядром, принимающая высокую мощность (например, жидкая ртуть), для получения вторичного пучка пионов;
3. распадный канал, где пионы распадаются на мюоны;
4. секция быстрого охлаждения для получения малого эмиттанса;
5. ускоритель высокой энергии;
6. кольца коллайдера.

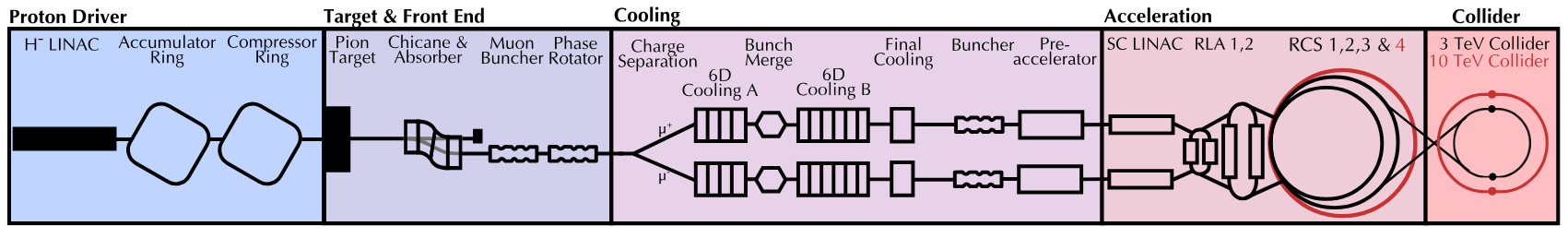
Схема концептуального проекта мюонного коллайдера, опубликованная в 2025 году.

В настоящее время рассматриваются различные проекты на энергию от 120 ГэВ, для изучения бозона Хиггса, до 3 ТэВ в пучке, как альтернатива проектам линейных коллайдеров ILC и CLIC. Ведутся эксперименты по охлаждению вторичного пучка мюонов (эксперимент MICE, Muon Ionization Cooling Experiment).